# Aimée ou amoureuse
 (mars 2017).
Si vous disposez d'ouvrages ou d'articles de référence ou si vous connaissez des sites web de qualité traitant du thème abordé ici, merci de compléter l'article en donnant les références utiles à sa vérifiabilité et en les liant à la section « Notes et références ».
Albums de Karen Cheryl
Ne raccroche pas, je t'aime
(1976)
Singles
1. Garde-moi avec toi
Sortie : 1975
2. Aimée ou amoureuse
Sortie : 1975
3. Ma vie n'appartient qu'à toi
Sortie : 1975

Aimée ou amoureuse est le premier album de la chanteuse française Karen Cheryl. Sorti en 1975, il contient le titre qui a lancé sa carrière Garde-moi avec toi.
Lors de sa sortie en mars 1975, ce premier single est no 1 dans l’émission Ring Parade animée par Guy Lux.
Malgré ce bon démarrage, Humbert Ibach, le producteur de Karen, peine à imposer son artiste sur la scène musicale. Il tente d'atteindre un public populaire.
Plusieurs singles seront exploités et connaîtront un succès d'estime, profitant de l'aura de Garde-moi avec toi.

## Liste des titres
| Face A | Face A                         | Face A | Face A | Face A | Face A | Face A | Face A | Face A | Face A |
| No     | Titre                          | Durée  |        |        |        |        |        |        |        |
| ------ | ------------------------------ | ------ | ------ | ------ | ------ | ------ | ------ | ------ | ------ |
| A1.    | Aimée ou amoureuse             | 2:57   |        |        |        |        |        |        |        |
| A2.    | Faibles Femmes                 | 3:42   |        |        |        |        |        |        |        |
| A3.    | Ma vie n'appartient qu'à toi   | 3:15   |        |        |        |        |        |        |        |
| A4.    | Le Ciel de l'Amérique          | 3:07   |        |        |        |        |        |        |        |
| A5.    | Tout est beau dans mon royaume | 2:35   |        |        |        |        |        |        |        |
| 15:36  |                                |        |        |        |        |        |        |        |        |

| Face B | Face B                                                               | Face B | Face B | Face B | Face B | Face B | Face B | Face B | Face B |
| No     | Titre                                                                | Durée  |        |        |        |        |        |        |        |
| ------ | -------------------------------------------------------------------- | ------ | ------ | ------ | ------ | ------ | ------ | ------ | ------ |
| B1.    | Garde-moi avec toi                                                   | 2:55   |        |        |        |        |        |        |        |
| B2.    | Je t'appartiens                                                      | 3:24   |        |        |        |        |        |        |        |
| B3.    | Bergère en blue-jean                                                 | 3:08   |        |        |        |        |        |        |        |
| B4.    | Je n'ai jamais dis je t'aime                                         | 2:50   |        |        |        |        |        |        |        |
| B5.    | Meiner Hand in deiner Hand (Version allemande de Garde-moi avec toi) | 3:00   |        |        |        |        |        |        |        |
| 15:17  |                                                                      |        |        |        |        |        |        |        |        |